# Кристиан Ернст Херман фон Щолберг-Вернигероде
Кристиан Ернст Херман фон Щолберг-Вернигероде (на немски: Christian Ernst Hermann, Fürst zu Stolberg-Wernigerode; * 28 септември 1864, Вернигероде; † 3 август 1940, Ширке, Харц) е 2. княз на Щолберг-Вернигероде, политик и шеф на фамилията Щолберг.

## Биография
Той е най-големият син на граф и княз Ото фон Щолберг-Вернигероде (1837 – 1896) и съпругата му принцеса Анна Елизабет Ройс-Кьостриц (1837 – 1907), дъщеря на граф Хайнрих LXIII Ройс-Кьостриц (1786 – 1841) и втората му съпруга графиня Каролина фон Щолберг-Вернигероде (1806 – 1896). Баща му Ото е вицеканцлер (1878 – 1881) при Ото фон Бисмарк и става през 1890 г. княз на Щолберг-Вернигероде.
Кристиан фон Щолберг-Вернигероде следва право в Гьотинген, Женева и Лайпциг. През есента на 1886 г. влиза в пруската войска. През 1890/91 г. е изпратен в посолството във Виена. Той работи в правителството в Касел. През 1896 г. наследява собствеността на баща си, която управлява до 1929 г. След това той се оттегля в Ширке в Харц.
От 1897 до 1918 г. той е наследствен член на „Пруския Херенхауз“ и на „Първата камера на Хесен“. Той е президент на „Германския съюз на защитата на лова“.
Умира 3 август 1940 г. на 75 години в Ширке, днес част от Вернигероде.

## Фамилия
Кристиан Ернст фон Щолберг-Вернигероде се жени на 8 октомври 1891 г. в Рюденхаузен за графиня Мария фон Кастел-Рюденхаузен (* 6 март 1864, Рюденхаузен; † 14 февруари 1942, Вернигероде), дъщеря на граф и княз Волфганг фон Кастел-Рюденхаузен (1830 – 1913) и принцеса Емма фон Изенбург-Бюдинген в Бюдинген (1841 – 1926). Те имат децата:
- Бото Ото Волфганг (* 10 декември 1893, Вернигероде; † 3 септември 1989, Хирценхайн), 3. княз на Щолберг-Вернигероде, женен на 20 май 1920 г. във Вернигероде за принцеса Рената фон Шьонайх-Каролат (* 19 януари 1899, Харелдорф; † 30 март 1985, Хирценхайн); има пет деца
- Валпургис (* 1 май 1895, Потсдам; † 23 февруари 1901, Вернигероде)
- Юлиана (* 25 януари 1899, Вернигероде; † 16 март 1969, Франкфурт на Майн)